# Birnlücke
Als Birnlücke (italienisch Forcella del Picco, wörtlich: Gabel des Gipfels) bezeichnet man den 2665 m ü. A. hohen Grenzpass am Westende der Hohen Tauern, zwischen der Venedigergruppe und den anschließenden Zillertaler Alpen. Seit dem Inkrafttreten des Vertrags von Saint-Germain 1920 verläuft über den Übergang die Grenze zwischen Italien und Österreich.
Regional gesehen treffen hier Salzburg und Südtirol, Krimmler Achental und Ahrntal, bzw. der Naturpark Rieserferner-Ahrn und der Nationalpark Hohe Tauern aufeinander.
Bis zum Inkrafttreten des Schengener Abkommens an der österreichisch-italienischen Grenze 1998 gab es hier, wie auch am Übergang Krimmler Tauern (2634 m), sporadisch Grenzkontrollen.
Unweit südlich des Grenzübergangs, auf 2441 m s.l.m., befindet sich die 1900 errichtete und nach dem Grenzpass benannte Birnlückenhütte.

## Name
Der Name Birnlücke, noch 1888 Pyrlücke geschrieben, verweist auf den alten Gewässernamen der Ahr, die unterhalb des Passes entspringt. Der älteste, bereits in einer Urkunde König Arnolfs von 893 fassbare Name der Ahr lautet Pirra. Dieser überlebte im Oberlauf bei Prettau als Pirlbach noch bis ins 18. Jahrhundert.
Der italienische Name Forcella del Picco wurde im 20. Jahrhundert kreiert.

## Geschichte
Die Birnlücke verbindet die zwei selben Täler miteinander wie der wenige Kilometer weiter westlich am Zillertaler Hauptkamm gelegene Krimmler Tauern. Die Nutzung beider Pässe reicht bis in die Steinzeit zurück. Der Erzreichtum der Gegend ließ den hiesigen Pässen eine gewisse Bedeutung zukommen und dies blieb wohl auch das ganze Mittelalter und die beginnende Neuzeit so. Erst dann verlor er an Bedeutung, eine mögliche Ursache könnte der Verfall der Erzpreise sein, der nach der Entdeckung Amerikas eintrat. Der Grund des Bedeutungsverlusts könnte auch im Zurückgehen der Waldgrenze zu finden sein. So soll noch im 18. Jahrhundert die Südseite der Birnlücke bis kurz vor der Passhöhe bewaldet gewesen sein. Dann zog sich der schützende Wald in deutlich tiefere Lagen zurück.
Europäische Geschichte schrieb die Birnlücke, als im Jahre 1365 Kaiser Karl IV. über sie nach Italien zog. Da andere Pässe unpassierbar waren, bot sich ihm die Birnlücke als eine ideale und direkte Verbindung an.